# Asahi Linux
Asahi Linux – projekt mający na celu stworzenie wsparcia dla systemów Linux na Macach z procesorami Apple M1 i M2. Oznacza to możliwość uruchomienia na tych komputerach systemów operacyjnych innych niż macOS. Projekt został zapoczątkowany na początku 2021 roku przez Hectora Martina, kilka miesięcy po tym, jak Apple ogłosiło przejście na własne procesory. Pierwsza wersja alfa pojawiła się w 2022 roku. Projekt stanowi techniczne wyzwanie ze względu na brak publicznie dostępnej dokumentacji oprogramowania sprzętowego produktów firmy Apple.

## Historia
Wkrótce po tym, jak Apple ogłosiło odejście od procesorów x86 Intela pod koniec 2020 r., twórca Linuksa Linus Torvalds wyraził zainteresowanie możliwością uruchomienia systemu na Macach z procesorem M1, ale stwierdził, że praca nad takim portem byłaby zbyt czasochłonna i nie podjął kroków w tym kierunku.
Martin ogłosił projekt w grudniu 2020 r., a formalnie rozpoczął pracę miesiąc później, po uzyskaniu finansowania. Alyssa Rosenzweig – autorka pakietu otwartoźródłowych sterowników graficznych Panfrost – dołączyła do projektu, aby pomóc w implementacji obsługi procesora graficznego (GPU) firmy Apple.
Deweloperzy szybko zdali sobie sprawę, że samo uruchomienie jądra Linuksa skompilowanego na architekturę procesora Apple (AArch64) jest trudne, ponieważ wymagało inżynierii odwrotnej zastrzeżonego kodu Apple’a używanego podczas rozruchu. Praca zajęła większą część roku i doprowadziła do stworzenia dokumentacji procesu rozruchu, którą Martin i inni opublikowali na serwisie GitHub.
18 marca 2022 projekt wydał eksperymentalną wersję instalatora Asahi Linux. Instalator oferuje wybór pulpitu opartego na Arch Linux ARM (przewidywana zmiana), minimalnej wersji (z ograniczoną liczbą zainstalowanych programów, bez środowiska graficznego) lub podstawowego środowiska UEFI, w którym można zainstalować OpenBSD lub alternatywne dystrybucje Linuxa z obsługą procesorów Apple za pośrednictwem rozruchowego dysku USB. Pomimo możliwości uruchomienia powłoki UEFI, nie przewiduje się wprowadzenia obsługi Microsoft Windows, ponieważ wiązałoby się to z modyfikacją zastrzeżonego jądra systemu.
Pełne wsparcie dla wszystkich Maców Apple’a z obsługą procesorów serii M nie jest przewidywane przez kolejny rok lub dwa po pierwszej wersji alfa. W lipcu 2022 roku zespół Asahi Linux wydał aktualizację z obsługą urządzeń z procesorem M1 Ultra, Maców Studio i wstępną obsługą MacBooka Pro M2.